# Тарлач, Драган
Драган Тарлач (серб. Драган Тарлаћ; родился 9 мая 1973 года, Нови-Сад, Югославия) — югославский и сербский баскетболист, игравший в основном на позиции центрового. Выступал за баскетбольные сборные Югославии.

## Биография

### Карьера в Европе
Драган в 1990 году стал профессионально выступать за «Црвену звезду». В 1992 году, Тарлач переходит в «Олимпиакос», где становится пятикратным чемпионом Греции и двукратным обладателем кубка Греции.
После очередного успеха югославской сборной клубы Национальной баскетбольной ассоциации продолжали проявлять интерес к её лидерам. Так, на драфте НБА 1995 года серб был выбран во втором раунде драфта под общим 31-м номером, где Тарлача выбрал клуб «Чикаго Буллз», к тому времени уже трижды побеждавший в чемпионате НБА и имевший широкой международной известности.
Тарлач, как и более именитый бывший югослав Тони Кукоч, не стал переезжать в США сразу после драфта, а продолжил выступать в Европе. В 1999 году сборная Югославии завоевала бронзу на чемпионат мира 1999, проходивший во Франции.

### Карьера в НБА
В 2000 году Тарлач наконец присоединился к «Чикаго Буллз». Свой единственный сезон в «Буллз» Тарлач провел в качестве резервного игрока. Покинул «Чикаго Буллз» после того, когда стал чемпионом Европы.

### Дальнейшая карьера
Летом 2001 года перебрался в «Реал Мадрид». Летом 2003 года стал игроком «ЦСКА Москва».
В 2004 году Драган Тарлач завершил баскетбольную карьеру. С 2021 по 2024 года возглавлял сербскую команду, которая завоевала серебро на Олимпийских играх в Париже. Главным тренером сборной был Светислав Пешич. В 2024 году стал спортивным директором клуба «Бавария».

## Достижения
Командные
- Чемпион Европы 2001
- Бронзовый призёр чемпионата Европы 1999
- Победитель Евролиги в сезонах 1996/1997
- Чемпион Греции: 1993–1997
- Обладатель Кубка Греции: 1994, 1997

## Статистика

### Статистика в НБА
| Сезон                                                                                    | Команда | Регулярный сезон | Регулярный сезон | Регулярный сезон | Регулярный сезон | Регулярный сезон | Регулярный сезон | Регулярный сезон | Регулярный сезон | Регулярный сезон | Регулярный сезон | Регулярный сезон | Серия плей-офф | Серия плей-офф | Серия плей-офф | Серия плей-офф | Серия плей-офф | Серия плей-офф | Серия плей-офф | Серия плей-офф | Серия плей-офф | Серия плей-офф | Серия плей-офф |
| Сезон                                                                                    | Команда | GP               | GS               | MPG              | FG%              | 3P%              | FT%              | RPG              | APG              | SPG              | BPG              | PPG              | GP             | GS             | MPG            | FG%            | 3P%            | FT%            | RPG            | APG            | SPG            | BPG            | PPG            |
| ---------------------------------------------------------------------------------------- | ------- | ---------------- | ---------------- | ---------------- | ---------------- | ---------------- | ---------------- | ---------------- | ---------------- | ---------------- | ---------------- | ---------------- | -------------- | -------------- | -------------- | -------------- | -------------- | -------------- | -------------- | -------------- | -------------- | -------------- | -------------- |
| 2000/01                                                                                  | Чикаго  | 43               | 12               | 13,9             | 39,4             | 0,0              | 75,8             | 2,8              | 0,7              | 0,2              | 0,4              | 2,4              | Не участвовал  | Не участвовал  | Не участвовал  | Не участвовал  | Не участвовал  | Не участвовал  | Не участвовал  | Не участвовал  | Не участвовал  | Не участвовал  | Не участвовал  |
|                                                                                          | Всего   | 43               | 12               | 13,9             | 39,4             | 0,0              | 75,8             | 2,8              | 0,7              | 0,2              | 0,4              | 2,4              | Не участвовал  | Не участвовал  | Не участвовал  | Не участвовал  | Не участвовал  | Не участвовал  | Не участвовал  | Не участвовал  | Не участвовал  | Не участвовал  | Не участвовал  |
| Наведите курсор мыши на аббревиатуры в заголовке таблицы, чтобы прочесть их расшифровку. |         |                  |                  |                  |                  |                  |                  |                  |                  |                  |                  |                  |                |                |                |                |                |                |                |                |                |                |                |

### Статистика в других лигах
| Сезон                                                                                   | Команда     | Лига     | GP | GS | MPG  | FG%  | 3P% | FT%  | RPG | APG | SPG | BPG | PPG |  |
| 2001/02                                                                                 | Реал Мадрид | Евролига | 7  | 6  | 24,5 | 57,1 | 0,0 | 72,5 | 5,1 | 1,4 | 0,0 | 1,0 | 9,9 |  |
| 2002/03                                                                                 | Реал Мадрид | Евролига | 10 | 5  | 18,0 | 57,4 | 0,0 | 62,5 | 4,2 | 0,4 | 0,5 | 0,8 | 6,9 |  |
| 2003/04                                                                                 | ЦСКА        | Евролига | 19 | 4  | 16,0 | 55,9 | 0,0 | 67,3 | 2,9 | 0,6 | 0,2 | 0,2 | 5,4 |  |
|                                                                                         |             | Всего    | 36 | 15 | 18,2 | 56,7 | 0,0 | 68,1 | 3,7 | 0,7 | 0,3 | 0,5 | 6,7 |  |
| Наведите курсор мыши на аббревиатуры в заголовке таблицы, чтобы прочесть их расшифровку |             |          |    |    |      |      |     |      |     |     |     |     |     |  |